# Epiplema imella
Epiplema imella är en fjärilsart som beskrevs av Druce 1899. Epiplema imella ingår i släktet Epiplema och familjen Uraniidae. Inga underarter finns listade i Catalogue of Life.